# Якут (географ)
Якут (Jãqūt, 1178 або 1179 — 1229) — арабський географ грецького роду, що потрапив до арабського полону в Багдаді.
Автор географічного словника («Муджам аль-Бульдан»), в якому в статтях «Рус», «Хазар», «Булгар» умістив серед інших витяг з опису посольства Ібн-Фадлана з Багдада до волзьких болгар.
Словник Якута був джерелом для історії Руси 10 століття. Якут згадує також про християнську релігію на Русі.
Словник у 6 томах був виданий Вюстенфельдом (1866—1873).